# Phantasy Star Online
Phantasy Star Online (яп. ファンタシースターオンライン Fantashīsutāonrain, «Фантастична Зірка Онлайн») — багатокористувацька онлайн-рольова гра, розроблена японською студією Sonic Team і спочатку випущена для консолі Dreamcast в 2000 році; пізніше оновлені і доповнені версії Phantasy Star Online випускали для Xbox, Nintendo GameCube і Windows. Станом на 2018 рік гра не підтримується, в Phantasy Star Online можна грати тільки через приватні сервера.
За часів початку розробки Phantasy Star Online онлайн-ігри на японському ринку були відсутні, і у Sonic Team не було досвіду розробки ігор такого роду; керівник студії Юджі Нака і його співробітники були змушені брати за зразок Західні онлайн-ігри, такі як Diablo, і експериментувати з розробкою онлайн-ігор більш скромних масштабів-побічним продуктом цих експериментів стала ChuChu Rocket!, перша онлайн-гра на Dreamcast. Отриманий таким чином досвід був використаний для створення Phantasy Star Online як більшого проекту. Незвичайним технічним нововведенням в Phantasy Star Online стала присутність вбудованого машинного перекладача з обмеженим словником, що дозволяв гравцям з різних країн спілкуватися один з одним.
Phantasy Star Online, виконана в дусі наукової фантастики, описує прибуття космічного корабля-колонії «Піонер-2» (англ. Pioneer 2) на вигадану планету Раголь (англ. Ragol). Ця вже колонізована раніше планета знелюдніла, і перед персонажами гравців стоїть завдання обстежити кілька областей планети і в кінцевому рахунку зіткнутися з темним Фальцем-антагоністом, раніше з'являвся в іграх серія Phantasy Star. На додаток до основного сюжету гравці можуть виконувати побічні завдання Гільдії мисливців, що розповідають про життя жителів «піонера-2» і передісторії гри; нагородою за виконання таких завдань служать віртуальні гроші — «Месети» (англ. Meseta) і різні предмети, такі, як зброя для ігрових персонажів.

## Розробка
Кінець 1990-х років став часом зростання популярності онлайн-ігор на персональних комп'ютерах — цей світовий процес практично не торкнувся ігровий ринок Японії, більшою мірою орієнтований на Ігрові приставки. Глава Sega Ісао Окава бачив майбутнє ігрової індустрії саме в онлайн-іграх і навіть заздалегідь оголосив 2000 рік «роком онлайн-ігор»" він хотів, щоб і на консолі Dreamcast з'явилася масштабна онлайн-гра. Однак жоден з підрозділів по розробці Sega не хотів займатися створенням подібної гри-в цей час всі внутрішні студії Sega були зайняті своїми власними проектами, такими як Jet Set Radio і чергова гра в серии Sakura Wars. В результаті Окава доручив розробку команді Sonic Team під керівництвом Юджі Нака. Sonic Team, як і інші підрозділи, не була рада цьому рішенню, проте приступила до роботи над грою.

### Концепція
Sonic Team почала експериментувати з мережевими можливостями Dreamcast після завершення Sonic Adventure у 1998 році. З точки зору колективу розробників, створення онлайн-гри для країни, де переважна кількість гравців звикла грати на консолях, було серйозним викликом, порівнянним зі створенням гри в новому жанрі. Перш ніж приступити до створення ігрового процесу, сеттингу і сюжету гри, співробітники Sonic Team витратили чимало часу, вивчаючи основні елементи існуючих онлайн-ігор, щоб бути впевненими в тому, що мережеві функції гри буде працювати так, як задумано. Зрештою ці експерименти вилилися в сторонній проект під назвою ChuChu Rocket! — цей проект став першою онлайн-грою для Dreamcast. Досвід, отриманий розробниками в процесі створення ChuChu Rocket!, знадобився їм і при роботі над Phantasy Star Online як великим проектом.
Оскільки на японському ринку тих років онлайн-ігри були відсутні, і співробітники Sonic Team досвіду в розробці таких ігор не мали, глава Sonic Team Юджі Нака зайнявся вивченням ігор, розроблених на Заході. На той момент до числа найбільш популярних рольових онлайн-ігор належали Diablo (1996), Ultima Online (1997) та EverQuest (1999), і Нака почав грати в них, щоб зрозуміти, як вони функціонують. З цих трьох ігор найбільше враження на нього справила Diablo, як з точки зору геймплея, так і технічного виконання: незважаючи на значні вимоги до системної пам'яті, графіка і ігровий процес гри відображалися на екрані без тривалих завантажень. У той час як Diablo була рольовою грою з двовимірною ізометричною графікою, Sonic Team хотіла створити тривимірну гру з однаковим рівнем привабливості та іграбельності. Графіку інших онлайн-ігор цього часу Нака вважав низькоякісної і непривабливою; він також відмовився від ідеї створити масову багатокористувацьку гру на зразок Ultima Online або EverQuest. Якби команда взялася за створення такої гри, то розробка однієї тільки серверної частини зайняла б близько двох років; крім того, у Dreamcast не було вбудованого жорсткого диска, що не давало розробникам можливості регулярно оновлювати гру. Нака також хотів працювати і над новими проектами, замість того, щоб роками займатися підтримкою однієї гри. На його думку, співробітники Sonic Team не змогли б підтримувати інтерес до гри в довгостроковому періоді часу; таким чином, за зразок для нового проекту була взята не Ultima Online або EverQuest, а більш камерна Diablo, і розробники поставили перед собою завдання перевершити її. Подібність між Phantasy Star Online і Diablo відносилося тільки до геймплейним механікам, але не до графіки, і аудиторії двох ігор ніяк не перетиналися.
Визначившись з жанром-рольовою грою, розробники почали створювати напрацювання в дусі наукової фантастики і Фентезі під робочою назвою Third World — на цьому етапі проект планувався як самостійний і не пов'язаний зі старою серія Phantasy Star. За словами художника Сакай Сатоші, гра не повинна була виглядати «дешево» ; спочатку візуальний стиль Third World більше нагадував комікси, але згодом змінився на більш реалістичний. На одному з ранніх малюнків художника був зображений дракон, який нагадав керівнику студії НАКу о серії ігор Phantasy Star — Нака сам у минулому працював як програміст над першими іграми цієї серії. До цих часів серія Phantasy Star вважалася старою і покинутою, нових ігор в ній не випускалося з 1993 года, коли вийшла Phantasy Star IV: The End of the Millennium. Нака і в попередні роки мріяв створити багатокористувацьку гру у Всесвіті Phantasy Star, однак до появи Dreamcast апаратні характеристики консолей просто не дозволяли цього зробити.
Незважаючи на рішення зробити гру частиною серія Phantasy Star, розробник Phantasy Star Online все ж мали значну свободу: сам той факт, що розроблювана гра мала тривимірну графіку, звільняло їх від обов'язку наслідувати візуальному стилю старих двомірних ігор, які і самі помітно відрізнялися один від одного. Phantasy Star Online від попередніх ігор відрізняла нова платформа, тривимірна графіка і сам жанр action/RPG замість покрокової рольової гри — з точки зору Накі ця відмінність була досить значною. На думку Накі, свобода творчості при створенні гри-сиквела завжди обмежена, але Phantasy Star Online і не була продовженням попередніх частин. Гра перейняла зі старих Phantasy Star назви деяких ворогів і предметів, але в цілому розробники керувалися самою загальною концепцією « науково-фантастичної рольової гри». Нака жартував з приводу назви Phantasy Star Online, що через кілька років гравці будуть сміятися над словом Online — на його думку, в найближчому майбутньому онлайн-ігри повинні були стати нормою. Проте, на той момент ідея онлайн-гри була новою, і до неї потрібно було привернути увагу гравців.

### Мережева функціональність
Sonic Team використовувала мережевий код ChuChu Rocket! як зразок для мережевої частини Phantasy Star Online. В той час як ChuChu Rocket! була розрахована тільки на невелике коло японських користувачів, концепція Phantasy Star Online припускала підключення гравців з різних країн, що створювало додаткові проблеми. Компанія провела експерименти з різними провайдерами, dial-up і кабельними модемами, а також іншими мережевими конфігураціями, щоб переконатися, що гра буде працездатна у всіх користувачів. У грудні 2000 року Sega роздала демоверсію проект 10 000 японським користувачам, передзамовити гру через сервіс Dreamcast Direct Online-таким чином розробники отримали можливість перевірити роботу мережевої частини гри з різним апаратним забезпеченням та інтернет-сервісами і виправити виникаючі проблеми. Розробники сподівалися провести подібні випробування і на міжнародному рівні, проте не змогли знайти на це часу. За результатами випробування 90 % гравців змогли підключитися і грати; при цьому сервери гри вже були розраховані на максимум 36 тисяч гравців по всьому світу. В цей час доступ в інтернет в Японії був досить дорогим і надавався в основному за допомогою dial-up з щохвилинною тарифікацією-керівництво Sega побоювалося, що це знизить продажі онлайн-гри. В кінцевому рахунку до кожної консолі Dreamcast, що продається в Японії, додавався безкоштовний доступ до Інтернету на один рік — Окава витратив частину свого бюджету — щоб це стало можливим.
Однією з найбільш складних завдань, на думку команди, було подолання Мовний бар'єр між гравцями з різних країн. Sonic Team обговорювала властиві онлайн-ігор проблеми ще з часів Sega Saturn — з точки зору японських розробників, саме мовний бар'єр заважав їм охопити гравців з інших країн. Компанія почала роботу зі створення «універсального перекладача» з вибором слів: в такій системі гравці конструювали фрази з заздалегідь заданого списку слів, і отримана фраза переводилася на іноземні мови автоматично. Пізніше в грі з'явилися можливості введення тексту за допомогою апаратної і екранної клавіатур, а також символьний чат, що пропонував користувачам спілкуватися за допомогою іконок-емотиконів. До кінця розробки «універсальний перекладач» пропонував гравцеві приблизно 2000 слів — цей список не дозволяв користувачам формулювати складні фрази, але Нака сподівався, що в майбутньому подібні перекладачі в іграх стануть більш поширеними і досконалими. На виході гра підтримувала п'ять мов: японську, англійську, іспанську, німецьку та французьку. Через брак часу розробники відмовилися від ідеї включити в гру підтримку італійської, португальської та корейської мов — останній здавався особливо привабливим — так як інтерес до Інтернету в Кореї в цей час був особливо великий. Японська та англійська мови були найпростішими для реалізації системи машинного перекладу з точки зору граматики — тут єдиною суттєвою проблемою був порядок слів у реченні, тоді як роботу з іспанською та французькою мовами ускладнювало, наприклад, присутнє в цих мовах схиляння за родами У процесі розробки мовна система була повністю переписана щонайменше один раз.
Компанія спроектувала серверну частину гри з розрахунком, що кожен сервер зможе підтримувати до 1000 гравців. Sega спочатку підготувала 20 серверів, щоб обслуговувати на запуску гри 20 000 гравців, і запланувала додавання нових серверів у міру зростання числа користувачів. Перед запуском мережеві потужності компанії були додатково збільшені до 36 000 одночасно знаходяться в грі користувачів. Sonic Team уклала угоду зі швейцарською компанією Swatch з тим, щоб використовувати розроблену їй систему "Інтернет-часу Swatch" як єдину світову систему відліку часу в грі. За задумом розробників, таким чином гравцям з різних країн і часових поясів стало б простіше домовлятися один з одним про спільну гру. У цій системі нову добу наступали в усьому світі одночасно і замість годин і хвилин ділилися на 1000 «бітів» по 1 хвилині і 26,4 секунди кожен. Єдиний світовий час підтримувалося на серверній частині і не використовувало параметри годин, що задаються користувачами в налаштуваннях самої консолі.

### Завершення розробки
В кінці розробки Окава захворів, тому Нака став посилати йому звіти про статус роботи в лікарню. Хоча вихід гри спочатку був запланований на березень 2000 року, він був затриманий до грудня-за цей час розробники змогли додати в гру більшу кількість функцій. Команда спочатку планувала що в грі буде доступно вісімнадцять типів персонажів; були зроблені ескізи для кожного з них в двох версіях — чоловічої і жіночої — але в фінальну версію гри увійшло тільки дев'ять. У бета-версії, яка поширювалася серед журналістів, був присутній режим PvP, що дозволяв гравцям битися один з одним, проте він був виключений з випущеної гри, оскільки порушував ігровий баланс і відволікав від основного кооперативного режиму. Також Нака не хотів, щоб у грі було насильство, притаманне PvP-іграм, оскільки вважав, що гравці на консолях були молодші за аудиторію на персональних комп'ютерах. Навіть до кінця розробки у Sonic Team залишилася велика кількість ідей, які розробники не встигли втілити, і Нака шкодував, що у них не було ще шести місяців на розробку.
Розробка Phantasy Star Online зайняла 2 роки. Під час роботи над проектом Нака усвідомив, наскільки складно створювати онлайн-ігри на консолях, і захоплювався роботою компанії Microsoft, яка зуміла забезпечити хорошу підтримку онлайн-ігор в своїх операційних системах. Sonic Team була задоволена фінальним продуктом, проте переживала за те, як гру сприймуть гравці. Компанія вважала, що безкоштовне підключення до Інтернету, оплачене Окавою, допоможе з продажами, однак вона не була абсолютно впевнена в цьому. Sonic Team була налаштована вважати проект успішним, тільки якщо б він добре продавався в Японії. Міжнародні продажі розглядалися лише як доповнення.

## Випуск
Phantasy Star Online була випущена в Японії 21 грудня 2000 року, тоді як запуск на Заході був відкладений до 2001 року. Нака хотів, щоб гра була одночасно видана у всіх регіонах, однак через маркетингові плани Sega і результатів подальшого бета-тестування це виявилося неможливим. У той час як Підписка на гру була безкоштовною в США, японським гравцям після закінчення 30-денного доступу, що надавався разом з диском, потрібно додатково оплачувати підписку пакетами по 30 або 90 днів. Відразу після випуску, Sonic Team почала працювати над підтримкою перевантажених серверів. Крім того, команда зіткнулася з проблемами деяких інтернет-провайдерів. В Хіросіма і Окаяма мережеве підключення функціонувало некоректно і розробникам довелося розслідувати причини через що це відбувалося. До випуску Phantasy Star Online в США, IGN рекомендувала гру для імпорту, оскільки внутрішньоігрова мова в японській версії могла бути переключена на англійську або будь-який інший підтримуваний чатом. До глобального запуску, в Японії було зареєстровано 100 000 гравець.
У Північній Америці гра вийшла 29 січня 2001 року. На думку Накі, США повинні були стати найбільшим ринком для Phantasy Star Online. У перший день було продано 75 000 примірників гри, що зробило її бестселером тижня. Кількість активних гравців продовжило зростати і до квітня 2001 року серед 235 000 зареєстрованих користувачів на частку японських гравців доводилося 130 000, американський — 70 000, а європейських — 35 000. Пікове значення одночасно підключених користувачів склало 26 000. До травня кількість гравців перевищила 270 000. Нака був злегка розчарований, так як спочатку він припускав гра розійдеться тиражем в 1 мільйон примірників, проте в цілому він був задоволений досягнутою кількістю, так як якщо б більша кількість Phantasy Star Online було продано, тоді сервери потенційно могли не впоратися з навантаженням. Sonic Team розраховувала продати 500 000 копій в Японії і 1 мільйон по всьому світу, в той час, як реальні обсяги продажів практично збіглися з очікуваннями Sega. Гра не використовувала сервіс SegaNet, який підтримувався Sega в Північній Америці. В Японії гра підтримувала роботу як dial-up модему, так і широкосмугових адаптерів, тоді як Версія для Північної Америки не мала підтримки широкосмугових адаптерів, проте журналісти IGN виявили, що використання високошвидкісного підключення можливо, якщо підмінити диск Phantasy Star Online, що поширювався в США, на імпортований.
Ігровий процес Phantasy Star Online страждав від проблем, властивих мережевим іграм: читерства гравців і продажу рідкісних предметів через сторонні канали. Через кілька тижнів після запуску Японські гравці почали використовувати помилки в грі, щоб отримувати дублікати предметів, покращувати їх статистику та вбивати інших гравців. У відповідь на цю подію Sonic Team оголосила, що буде блокувавши гравців, викритих у читерстві, починаючи з травня 2001 року. Розробники з Blizzard Entertainment також стикалися з аналогічними проблемами в Diablo, яка працювала за принципом «peer-to-peer», але вже в Diablo II всі необхідні для онлайн-гри дані про персонажів перебували на сервері під контролем розробників. Однак на Dreamcast реалізувати подібні зміни було важко.
Після виходу Sonic Team додала до гри додаткові завантажуванні квести для гри, кожна з яких була перекладена на п'ять мов. Крім того, розробники разом з журналом Famitsu провели захід для японських гравців під назвою «Fan Cup», в рамках якого користувачі змагалися в проходженні спеціального квесту на час. У конкурсі взяло участь більше 70 000 гравців, а переможець отримав грошовий приз і рідкісний внутрішньоігровий предмет. Як і після виходу ChuChu Rocket!, Нака особисто грав в розроблений його командою проект і був радий спостерігати, як американські і японські гравці грають разом, використовуючи створену систему спілкування.

## Наступні випуски

### Ver. 2
У квітні 2001 року Sega оголосила Phantasy Star Online Ver. 2 — оновлену версію гри з новим контентом і поліпшенням функціональних можливостей. У це число входили: підвищення максимального рівня до 200, новий режим з підвищеною складністю для гравців з рівнем більше 80, поєдинки між гравцями, вбудована футбольний міні-гра з персонажами з ChuChu Rocket!, нові зброю, монстрів, локації для онлайн-ігри та зміни інтерфейсу. «Режим випробувань», також введений в Ver. 2, пропонував групі проходити рівень гри з початковою зброєю і мінімальними характеристиками, і в разі загибелі будь-якого з бійців поразка зараховувалася всій команді. Гравці могли імпортувати своїх персонажів з оригінальної версії гри або створити нових, однак можливості перемістити персонажів з Ver. 2 в оригінальну гру не було. Всі предмети, отримані гравцем в результаті читерства, губилися при перенесенні.
Ver. 2 була розроблена в дуже стислі терміни, всього півроку, і була випущена 7 червня 2001 року в Японії та 25 вересня того ж року в Північній Америці. На відміну від оригінальної версії гри, Ver. 2 надавалася гравцям по платній підписці. Покупці диска з грою отримували три місяці необмеженого геймплея, але після закінчення цього періоду повинні були почати оплачувати підписку. Як і оригінальна версія гри, Ver. 2 не вимагала від гравців підписки на сервіс SegaNet, однак європейські гравці для онлайн-гри повинні були використовувати браузер DreamKey 3.0. В Японії Ver. 2 була портована на Windows — ця версія гри була випущена 20 грудня 2001 року.

### Episode I & II
31 січня 2001 року Sega оголосила про плани реструктуризації: компанія припиняла випускати власні домашні консолі, в тому числі Dreamcast, і мала намір зосередитися тільки на розробці ігор. Припинення підтримки Dreamcast не означало закриття Phantasy Star Online: вже в травні того ж року Sega анонсувала версію гри для Nintendo GameCube. Протягом місяця Sonic Team підготувала для GameCube демоверсію Phantasy Star Online. Nintendo — виробник GameCube —розглядала свою консоль як сімейну, і Sonic Team пішла назустріч цьому поданню, додавши в гру режим розділеного екрану для декількох гравців на одній консолі. На відміну від Dreamcast, модем в базову комплектацію GameCube не входив— Nintendo випускала модем і адаптер для широкосмугового підключення як окремі аксесуари, в першу чергу з розрахунком на покупців Phantasy Star Online. Підтримка серверів гри також залишилася за Sega. Можливості кросплатформенної гри між гравцями на Dreamcast і GameCube передбачено не було.
Версія гри GameCube була заснована на Ver. 2, але також повинна була включати в себе і новий контент. Вона в кінцевому рахунку отримала назву Phantasy Star Online: Episode I & II, де під Episode I мався на увазі контент з Ver. 2, а під Episode II — новий контент, що з'явився в цій версії; Нака описував його як повноцінне продовження гри. У грі з'являлися нові персонажі, локації, завдання; оновлені графіка і інтерфейс; міні-ігри, засновані на нових іграх Sonic Team Puyo Pop і Nights into Dreams.
Бета-тестування гри за участю покупців, які оформили передзамовлення Episode I & II стартувало 31 травня 2002 року; вихід гри відбувся 12 вересня того ж року в Японії і в жовтні в Північній Америці; в Європі гра вийшла лише в березні 2003 року. Як і Ver. 2, Episode I & II була доступна гравцям тільки по платній щомісячній підписці. Компанія ASCII Corporation розробила для Nintendo GameCube геймпад, поєднаний з повноцінною клавіатура — це дозволяло гравцям в Phantasy Star Online з зручністю спілкуватися один з одним.

### Episode III: C.A.R.D. Revolution
У 2003 році компанія Sega анонсувала для GameCube чергову версію гри під назвою Episode III: C.A.R.D. Revolution. Ця версія гри продовжувала події Episode I & II як сиквел, але заміняла звичний для гри геймплей в дусі action/RPG на покрокову тактику з використанням колекційних карт. Така зміна жанру була рішенням Sonic Team: розробники вважали, що гравцям буде цікаво спробувати щось нове. Episode III була обмежено сумісною з Episode I & II: гравці з двох ігор могли зустрічатися і взаємодіяти один з одним в загальних «лобі», але решта світу гри і битви для них були окремими.

### Blue Burst
Оновлена версія для Windows під назвою Phantasy Star Online: Blue Burst була випущена в Японії 15 липня 2004 року. Вона представляла собою порт Episode I & II з додаванням нового контенту. У число поліпшень нової версії увійшла можливість для гравців на різних серверах спілкуватися один з одним; на відміну від усіх попередніх версій гри, Blue Burst працювала тільки в онлайн-режимі, і всі дані про ігрових персонажів зберігалися на серверах гри, що дозволило зменшити читерство. У січні 2005 року Blue Burst була випущена в Китаї, ставши першою онлайн-грою Sega в цій країні; того ж року гра вийшла і в Північній Америці.